# Sternoptyx pseudodiaphana
A Sternoptyx pseudodiaphana a sugarasúszójú halak (Actinopterygii) osztályának nagyszájúhal-alakúak (Stomiiformes) rendjébe, ezen belül a mélytengeri bárdhalfélék (Sternoptychidae) családjába tartozó faj.

## Előfordulása
A Sternoptyx pseudodiaphana a déli félgömb szubtrópusi és mérsékelt övi részein honos. Lehetséges, hogy az Atlanti-óceán trópusi szakaszának az északkeleti részén is van egy állománya. Néhány példányra rábukkantak a Dél-Csendes-óceán és az Antarktisz vizeinek határán.

## Megjelenése
Ez a hal, legfeljebb 6 centiméter hosszú. A kifejlett állatok farokúszó sugarain, mintázat látszik.

## Életmódja
Mélytengeri halfaj, amely akár 1500 méter mélyre is leúszik. Növekedése során, egyre mélyebbre vándorol.

## Felhasználása
A Sternoptyx pseudodiaphanának halászatilag nincs gazdasági értéke.